# Azulão
O azulão, azulão-bicudo, azulão-do-nordeste, azulão-do-sul, azulão-verdadeiro, azulinho, guarundi-azul, gurundi-azul ou tiatã (nome científico: Cyanoloxia brissonii) é uma ave passeriforme da família dos cardinalídeos (Cardinalidae).

## Etimologia
O nome vernáculo guarundi (e na forma sincopada gurundi) deriva do tupi gwïrau'ndi no sentido de 'ave negrinha'. Ainda existe a grafia guiraundi, mas que está associada a outra espécie, o tiê-preto (Tachyphonus coronatus). O primeiro registro deste termo foi em 1587 como urandi. Já o termo vernáculo tiatã tem origem incerta, mas provavelmente deriva de uma onomatopeia.

## Caracterização
O azulão mede aproximadamente 15 centímetros de comprimento. O macho possui plumagem totalmente azul-escura quando adulto, com a fronte, sobrancelhas e coberteiras superiores das asas azuis-brilhantes. A fêmea e os imaturos são marrons-pardos. Tem canto sonoro, intenso, melodioso, fluente e extenso que varia no crepúsculo e pela madrugada. Reside no topo de arbustos e árvores de porte médio. Se excitado, arrepia as penas da cabeça. É territorialista durante o período de reprodução, com o casal demarcando sua área para afastar outros casais e o macho cantando intermitentemente para delimitar seu espaço. Faz seu ninho com folhas secas escondido entre a folhagem de arbustos baixos e o forra com raízes. Bota de dois a três filhos e seus filhotes nascem após 13 dias de incubação. São cuidados pela mãe quando juvenis e atingem a maturidade sexual aos 10 meses. Alimentam-se de insetos, pequenas frutas silvestres e sementes de capim, de preferência verdes.

## Distribuição e habitat
Esta ave tem alcance extremamente grande. A tendência populacional não é conhecida, mas não se acredita que a população esteja diminuindo suficientemente rápido. O tamanho da população não foi quantificado. Vive em áreas com água abundante na beira de pântanos, grotas, brejo, bordas de matas, florestas ralas, formações secundárias espessas e plantações. Ocorre no Uruguai, Paraguai, Argentina, Bolívia, Colômbia, Venezuela e no Brasil, do Rio Grande do Sul até o nordeste, cobrindo vastas áreas do centro do país. Em 2005, foi classificada como criticamente em perigo na Lista de Espécies da Fauna Ameaçadas do Espírito Santo; em 2014, como em perigo no Livro Vermelho da Fauna Ameaçada de Extinção no Estado de São Paulo. Em 2018, foi registrado como pouco preocupante na Lista Vermelha do Livro Vermelho da Fauna Brasileira Ameaçada de Extinção do Instituto Chico Mendes de Conservação da Biodiversidade (ICMBio) e vulnerável na Lista das Espécies da Fauna Ameaçadas de Extinção no Estado do Rio de Janeiro.